# Ça plane pour moi
Ça plane pour moi (Nederlands: Alles is prima voor mij) is een Franstalig nummer van de Belgische muzikant Plastic Bertrand, ingezongen door de producent Lou Deprijck. Het is de tweede single van hun eerste studioalbum An 1 uit 1977. Op 1 december dat jaar werd het nummer eerst in België en Frankrijk op single uitgebracht. In april 1978 volgden de rest van Europa, de VS en Canada, in november Australië en Nieuw-Zeeland en in januari 1979 Japan.

## Opname
Hoewel "Ça plane pour moi" een punknummer is, is het liedje ook vaak beschreven als 'parodiepunk' of als new wave. De absurd klinkende  tekst werd geschreven door de Brusselse Two Man Sound-muzikant Yvan Lacomblez alias 'Pipou' die toen nog als bijverdienste voor de klachtendienst bij de Association des Pharmaciens Belge werkte. Lacomblez liet zich voor de tekst inspireren door de binnenkomende klachten van patiënten over de bijwerkingen van hun medicatie en maakte er een eigenzinnige, gestyleerde selectie van. De titel van het nummer is een schalkse verwijzing naar het lied 'Tu me fais planer' van de Franse chansonnier Michel Delpech dat een jaar voordien uitkwam. Lou Deprijck zocht voor de gelegenheid drie muzikanten in die live speelden in cafés en dus hard genoeg klonken voor het nummer. De eerste, Mike Butcher, was eigenlijk een producer en de geluidstechnicus van de studio en werd (tegen een eenmalige betaling van 2300 frank) ingehaald als gitarist met de bedoeling de ruige sound van de Sex Pistols te imiteren. Daarnaast werden nog basgitarist John Valke en drummer Bob Dartch ingehuurd, op voorwaarde dat zij niet meer dan twee noten speelden. Om de sound nog extravaganter te maken werd saxofonist Pietro Lacirignola toegevoegd. Omdat Lou Deprijck zelf niet geloofwaardig overkwam als punkvertolker werd als alter ego en imago van de single Roger Jouret alias 'Plastic Bertrand' aangetrokken, de 16-jarige extravagante drummer van de Brusselse rockband Hubble Bubble. De tekst zelf werd met een nasale stem ingezongen door Deprijck die daarmee (tevergeefs) probeerde Johny Rotten na te doen. Na slechts enkele uren repetitie werd het nummer opgenomen en door Philippe Delire aan de mengtafel op een sneller ritme gezet om een energieker en specialer sound te creëren.    

## Hitlijsten
'Ca plane pour moi' werd een grote wereldhit en bereikte in de VS de 47e positie in de Billboard Hot 100. In Canada werd de 58e positie bereikt, Australië de 2e, Nieuw-Zeeland de 7e, Frankrijk en Zwitserland de nummer 1-positie, Duitsland de 6e, Oostenrijk de 19e, Zweden de 12e, Ierland de 4e en in het Verenigd Koninkrijk de 8e positie in de UK Singles Chart.
In Nederland was de plaat op maandag 24 april 1978 de 122e AVRO's Radio en TV-Tip op Hilversum 3 en werd een grote hit in de destijds drie landelijke hitlijsten op de nationale publieke popzender. De plaat bereikte de 2e positie in zowel de Nationale Hitparade, Nederlandse Top 40 en de op 1 juni 1978 gestarte TROS Top 50. In de Europese hitlijst op Hilversum 3, de TROS Europarade, werd de 6e positie behaald.
In België bereikte de plaat de 11e positie in de voorloper van de Vlaamse Ultratop 50, de 7e in de Vlaamse Radio 2 Top 30 en de 5e in de voorloper van de Waalse Ultratop 50.
In de sinds december 1999 jaarlijks uitgezonden NPO Radio 2 Top 2000 van de Nederlandse publieke radiozender NPO Radio 2 stond de plaat tot nu toe van 2001 t/m 2004 en in 2010 en 2012 in de lijst genoteerd, met als hoogste notering een 1709e positie in 2002.

## Hergebruik[3]

### Covers
- 'Punk' van De Strangers (1978)
- 'Ça gaze pour moi' van Brusselaar Plastichke (1978)
- 'Bin wieder frei' van de Duitse schlagerzanger Benny (1978)
- Jet Boy Jet Girl van The Damned.
- Zweedse rapster Leila K maakt er in 1993 een elektropop-versie van
- The Presidents of the United States of America
- 'Geef mij maar drank' van Rubberen Robbie (1978)

### Speelden het live
- The Police
- Telex,
- Sonic Youth
- Red Hot Chili Peppers
- Kim Wilde
- Metallica (2019)

### Films
- 'National Lampoon's Vacation' (1983) met Chevy Chase
- 'Three Kings' (1999) met George Clooney
- 'The Wolf of Wall Street' (2013) met Leonardo DiCaprio

### Series
- Comedyreeks 'Me, Myself and I' (2017-2018)
- Crimireeks 'Prodigal Son' (2021)
- 'Money Heist' (2021)
- Drama/Crime 'Ozark' S4:E4

### Reclamespots
- Coca-Cola (2006)
- Pepsi (2008)
- Kellogg's (2020-2021)

## NPO Radio 2 Top 2000
| Nummer met noteringen in de NPO Radio 2 Top 2000 | '01  | '02  | '03  | '04  | '05-'09 | '10  | '11 | '12  |
| ------------------------------------------------ | ---- | ---- | ---- | ---- | ------- | ---- | --- | ---- |
| Ça plane pour moi                                | 1722 | 1709 | 1794 | 1841 | -       | 1994 | -   | 1753 |

1. ↑  Een '-' betekent dat het nummer niet was genoteerd en een vetgedrukt getal geeft de hoogste notering aan.
2. ↑  2001 was het eerste jaar met een notering voor dit nummer.
3. ↑  Deze tabel is bijgewerkt tot en met de laatste editie (2024).